# Barry John
Barry John (Cefneithin, Carmarthenshire; 6 de enero de 1945-Cardiff, 4 de febrero de 2024) fue un profesor y rugbista británico que se desempeñó como apertura. Fue internacional con los Dragones rojos de 1966 a 1972.
Es considerado el mejor apertura que dio el hemisferio norte en la segunda mitad del siglo XX y por ello uno de los más destacados en la historia. Desde 2014 es miembro del World Rugby Salón de la Fama.

## Biografía
En septiembre de 1969 se casó con Janet Talfan Davies y el matrimonio tuvo cuatro hijos, luego tendrían once nietos. Trabajó como profesor de educación física y periodista deportivo especializado en rugby para el Daily Express.
En 2009 decidió vender sus recuerdos de rugby, incluidos sus uniformes de Gales, afirmando que no sentía nostalgia por esos artículos y que el honor de haber jugado con los Dragones rojos era lo único que le importaba.
Falleció a los 79 años en febrero de 2024 y su deceso fue anunciado por una declaración familiar que decía: «murió pacíficamente en el Hospital Universitario de Gales, rodeado de su esposa y sus cuatro hijos».

## Selección nacional
En diciembre de 1966 fue seleccionado por primera vez para el equipo nacional de Gales, como reemplazo del lesionado David Watkins y debutó frente a los Wallabies.
Se retiró en el Torneo de las Cinco Naciones 1972, jugando su última prueba en marzo ante Les Bleus y bajo el entrenador Clive Rowlands.

### Leones
Fue seleccionado a los Leones Británicos e Irlandeses en dos ocasiones. El irlandés Ronnie Dawson lo convocó para la gira a Sudáfrica 1968, John tenía 23 años y terminó prematuramente su participación cuando sufrió una fractura de clavícula en la primera prueba contra los Springboks.
Su compatriota Carwyn James lo llevó a la famosísima Nueva Zelanda 1971, donde se consagró una leyenda de este deporte y fue el máximo anotador en los partidos de prueba, jugando todos, ante los All Blacks.

### Palmarés
- Campeón del Torneo de las Cinco Naciones de 1969 y 1971.